# Bruyères-sur-Fère
Bruyères-sur-Fère är en kommun i departementet Aisne i regionen Hauts-de-France i norra Frankrike. Kommunen ligger  i kantonen Fère-en-Tardenois som ligger i arrondissementet Château-Thierry. År 2022 hade Bruyères-sur-Fère 195 invånare.

## Befolkningsutveckling
Antalet invånare i kommunen Bruyères-sur-Fère
Referens: INSEE